# Quando lottano gli dei

Quando lottano gli dei è un romanzo di fantascienza dello scrittore italiano Antonio Benvenuti, edito nel 2024 dopo essere stato dichiarato vincitore del Premio Urania Mondadori per l'anno 2023.

## Storia editoriale
Il romanzo è stato pubblicato nell'ottobre del 2024 da Arnoldo Mondadori Editore, nella collana Urania, nel volume Quando lottano gli dei, che contiene anche i racconti Larissa 2.0 di Luca Fagiolo, L'affittuario silenzioso di M. Maponi e Padre e figlio di Martina Scalzerle, finalisti del premio Urania Short 2024, alla sua ottava edizione.

## Ambientazione
Grazie ad una tecnologia estremamente avanzata, alcuni esseri umani hanno raggiunto un livello di potere estremamente superiore a quello degli altri uomini. Divenuti pressoché immortali, hanno acquisito la capacità di gestire un'energia  equivalente a quella generata da una stella. Per sfuggire ad alieni anche più potenti di loro, si sono stabiliti nel sistema stellare di Tzeonghe, esterno alla galassia. Qui hanno fondato società umane con un livello tecnologico euiparabile a quello del periodo medievale della Terra, nelle quali sono venerati come divinità. Gli individui che sono chiamati a servire e ad assistere le divinità, e che per questo ricevono potenziamenti genetici e tecnologici, costituiscono la classe degli angeli e fungono da intermediari con il resto della popolazione umana.
Le divinità hanno lottato tra loro in passato, fino a distruggere lo stesso pianeta Tzeonghe. Dopo averlo ricostruito, hanno concordato un codice di condotta che ha evitato nuovi conflitti. Le divinità si sono ritirate nello spazio, nelle Arche, e tra i loro numerosi sottoposti angelici, lasciano che siano gli addetti del Controllo Umano a gestire il pianeta.

## Trama
Al termine dell'ultima guerra, due esploratori individuano il corpo di una divinità deceduta nello spazio profondo. L'estrazione degli innesti tecnologici in esso ancora presenti potrebbe trasformare in un dio uno dei due angeli. Insieme decidono di celare il tesoro e fare ritorno alla base per poterlo recuperare in seguito, ma uno uccide l'altro per non dover condividere quanto trovato. Per avere accesso al corpo, tuttavia, avrà bisogno del codice genetico vivente del compagno.
Un migliaio di anni dopo, Ser viene assegnato dal dio Hurum alla stazione di Qom, in qualità di addetto del Controllo Umano. Ser non è stato brillante in accademia, sempre ultimo tra i compagni del suo corso, e anche per questo è stato soprannominato Zero. Appena giunto a Qom, viene però assegnato dal suo superiore, l'arcangelo Thean, a presenziare al matrimonio della principessa Labin di Arimme in rappresentanza di Hurum. Nella notte che precede il matrimonio, il castello è preso d'assalto da dei demoni (angeli che hanno rinunciato al servizio per le divinità e vivono su Tzeonghe come ribelli), che rapiscono la principessa, uccidono il re e distruggono il tempio di Hurum. Ser, che aveva lasciato il tempio per partecipare in incognito ai festeggiamenti e, per questo, era privo dell'armatura angelica, sopravvive all'attacco, tornando a Qom, ma viene severamente rimproverato da Thean, che vorrebbe anzi destituirlo.
In attesa del giudizio previsto per l'indomani, Ser trascorre una notte insonne. Al mattino, però, viene rinvenuto il cadavere di Thean e Ser è il principale sospettato del delitto. Posto agli arresti, viene interrogato da Speranza, membro delle Virtù di Hurum (le forze di polizia angeliche). La virtù gli offre di tornare sul pianeta e condurre l'indagine sui fatti di Arimme, cui il delitto di Thean sembra inspiegabilmente correlato. Sono troppi i residenti della stazione che possono trarre vantaggio dalla morte di Thean, e il maldestro tentativo di incastrare Ser lo qualifica forse come l'unico estraneo alla vicenda. Tuttavia, se Ser non dovesse riuscire ad identificare il colpevole, non potrebbe che essere utilizzato come capro espiatorio per placare la furia del dio.
Ser torna dunque ad Arimme ed inizia a cercare un secondo angelo, fedele però al dio Ai, di cui aveva rilevato la presenza nel castello la notte dell'attacco. Giglioragno, questo il suo nome, accetta di aiutarlo nell'indagine finché almeno gli interessi di Ser coincideranno con quelli del dio cui deve la propria lealtà. La prima comune necessità è trovare e liberare la principessa Labin. Il piano escogitato dai due, tuttavia, fallisce miseramente e solo l'intervento di un angelo indipendente, Hildy, permette loro di sfuggire ai demoni. Ripresi i contatti con Speranza, e tornato a Qom con Labin, Ser tuttavia non ha ancora trovato l'assassino di Thean. Si domanda tuttavia se non sia Thean stesso ad aver architettato il suo delitto per sfuggire dal servizio di Hurum.
In effetti, a Qom fremono i preparativi per una missione di recupero nello spazio esterno. Labin risulta essere la clone della donna che Thean uccise per impossessarsi del corpo della dea, ed ora sembrerebbe che quell'impresa sia finalmente possibile. Tuttavia, sia Hurum, sia Ai hanno scoperto il complotto e intendono intervenire per evitare che il corpo della dea Yorina finisca nelle mani sbagliate.

## Edizioni
- Antonio Benvenuti, Quando lottano gli dei, Urania n° 1731, Milano, Arnoldo Mondadori Editore, 2024.